# Bigger Stronger
«Bigger Stronger» —en español «Más grande y más fuerte»— es una de las primeras canciones de la banda inglesa de rock alternativo Coldplay. Pertenece al género de britpop teniendo gran similitud con obras de Radiohead, Oasis y Blur. Se lanzó dentro del primer EP de la banda titulado Safety en 1998, el cual se lanzó de manera independiente. Posteriormente se volvería a incluir en el primer EP que lanzarían bajo el sello Parlophone, el cual se tituló The Blue Room.
Fue parte importante de los primeros conciertos que daban cuando aún se llamaban «The Coldplay» y durante la gira de promoción de su primer disco, Parachutes.
Un par de versiones en vivo de la canción fueron lanzadas como lados B del sencillo de «Don't Panic». Una de ellas fue grabada en Noruega y lanzada en el sencillo internacional del mismo. En la versión de Países Bajos, la canción está grabada en el festival Op Lowlands.

## Video musical
El video musical de «Bigger Stronger» fue dirigido por Mat Whitecross y filmado en agosto de 1999. Presenta a un hombre yendo a a trabajar, cuando llega al ascensor del lugar el mismo se llena de agua en donde el hombre termina varado en medio de una playa. Una vez ahí encuentra una mesa con un plato de cereales y leche, después aparecen los miembros de la banda saliendo de la arena donde el hombre escapa asustado; a raíz de eso empiezan a lanzar las sillas y la mesa al agua. Después todos se lanzan al agua, donde terminan teletransportados en el ascensor.
Fue el primer video musical de la banda en ser lanzado, aunque sólo estuvo disponible en su sitio web.